# 尚秉和
尚秉和（1870年4月27日—1950年4月10日），字節之，號滋溪老人、石煙道人，男，直隶省行唐縣（今河北省行唐縣）人，晚清進士，官員，易學家，是象数派易学的代表人物之一。曾國藩再傳弟子。

## 生平
生於清同治九年（1870年）。光緒二十八年順天鄉試舉人，光緒二十九年（1903年）癸卯科進士。同年閏五月，以主事分工部学习。光绪三十年进入进士馆学习，优等。三十一年，尚书徐世昌将其调入巡警部（后改民政部、内务部）。光绪三十二年（1906年）补主事，翌年擢员外郎，京察一等，记名军机章京，授从四品朝议大夫。
宣統紀元，民政部員外郎記名軍機章京尚秉和保以道府用，覃恩晉三品通議大夫。翌年丁父憂，服闕，復任民政部員外郎。不到三年尚秉和由翰林升主事,又二年遷員外郎,得京察一等記名軍機章京，軍機章京，最為清要，尚即將任重要職位，然而清室覆滅。辛亥革命後，在中華民國內務部任職，任第三科科長，署營繕司司長。後辭官去職，短暂執教於京師大學堂，國立清華大學。
民國三年，任熱河清宮清理陳設主任員，民國四年，袁世凱政權授中大夫。民國五年，署內務部考績司第一科科長。同年，札薩克和碩親王塔旺布里甲拉任西蒙宣撫使，代表北京黎元洪政府慰問蒙旗邊民，尚秉和為其參贊。民國六年，調充內務部土木司第一科科長。民國十一年，魯案善後內務委員會委員，暫行兼代內務部土木司司長。民國十三年，內務部籌備中俄會議事宜委員會委員。民國十四年開始專心研究《易》。十六年，內務部職方司第一科科長、內政部僉事。
民國十八年（1929年）受聘于奉天萃升书院，主讲席三年。九一八事变後返回北平，任中国大学国学系教授。民國二十六年（1937年）执教于保定莲池书院。抗戰爆發，居家不出。抗战胜利后，受聘为南京国史馆纂修。1950年春節，周恩來總理請尚秉和到中南海赴宴，因重病纏身未能赴約，4月10日卒於北京，享年80歲。

## 著作
學識淵博，著述甚豐，共計50余種，精通中醫人文，尤精於《易》學。其代表作品有《焦氏易林注》、《焦氏易詁》、《周易尚氏學》、《周易古筮考》及《易說評議》等易著之津梁。
除易學著作外，另著有《歷代社會風俗事物考》、《辛壬春秋》、《讀易偶得錄》、《讀書偶得錄》、《查勘明陵記》、《燕京城垣沿革考》、《燕京歷代宮殿考》、《灌園余暇錄》、《槐軒見聞錄》、《文集》、《詩集》、《槐軒說詩》以及《諸子古訓考》、《國學概論》、《避暑山莊記》、《河北通誌（兵事篇）》等。

## 家族
曾祖尚寶義，祖父尚廷選，父尚清典（字振文）為貢生，皆以尚秉和贵，封三品通议大夫。尚母封三品淑人。兄尚式和為拔貢，子尚驤为重工业部建筑师；女有三，長尚蘭，適行唐傅氏；次尚桐雲，適長垣焦氏；三女尚章雲，適束鹿李氏；孫尚豐輔仁大學畢業，供職北京電業局。孫女尚慧娟，適北平席氏。曾孫四，曾孫女一。

## 师友
- 師爺：曾國藩
- 恩師：吴汝纶（曾國藩弟子）、陸寶忠（尚秉和科舉受知師）、徐世昌
- 密友：末代狀元劉春霖（尚秉和是劉春霖特別推崇的人物。劉春霖在家鄉北石寶建立學校，特請尚秉和為其書撰碑文《劉君創造鄉校記》。在蓮池書院就讀時，他倆就是同窗好友。尚秉和對劉春霖的書法贊賞有加，而劉春霖對尚秉和的易經研究也非常推崇。二人對詩文繪畫都很有造詣，常常吟詠唱和，同朝做官，成為至交。）、進士張濂（尚秉年為其子張岱年作證婚人）、賈恩紱、陳雲誥、谷鐘秀、姚永樸（姚莹之孙）、马其昶（姚永樸姐夫）、高步瀛、王樹枏等
- 學生：黄寿祺、盧松安、梁容若，再傳弟子張善文，俞長江
- 其他：尚秉和为王樹枏作《故新疆布政使王公行狀》、《新城王公墓誌銘》；为王士珍作《德威上將軍正定王公行狀》；为魏我威作《魏師長殉難祠堂銘》。